# Le Muy
Le Muy este o comună în departamentul Var din sud-estul Franței. În 2009 avea o populație de 8.983 de locuitori.

## Evoluția populației
| An        | 1975  | 1982  | 1990  | 1999  | 2006  | 2009  |
| --------- | ----- | ----- | ----- | ----- | ----- | ----- |
| Populație | 4.280 | 5.442 | 7.248 | 7.826 | 8.604 | 8.983 |